# Foveosculum striatiferops
Foveosculum striatiferops är en stekelart som beskrevs av Heinrich 1967. Foveosculum striatiferops ingår i släktet Foveosculum och familjen brokparasitsteklar. Inga underarter finns listade i Catalogue of Life.